# Демьен, Патрик
Патрик Демьен (венг. Demjén Patrik; род. 22 марта 1998, Эстергом, Эстергомский яраш) — венгерский футболист, вратарь клуба МТК.

## Клубная карьера

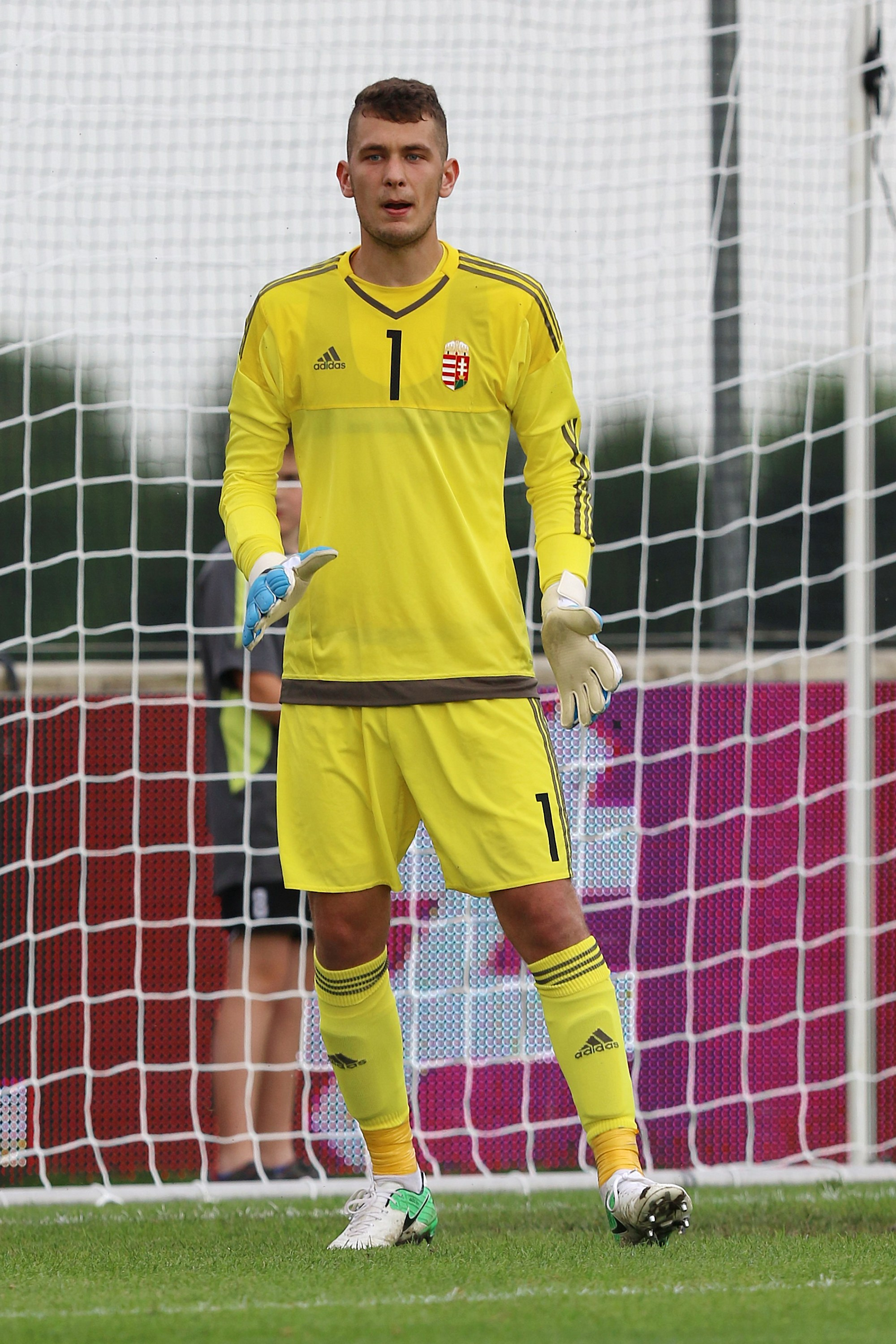
Демьен в составе молодёжной сборной Венгрии

Демьен — воспитанник клуба МТК. В 2017 году игрок на правах аренды выступал за «Дорог». По окончании аренды Патрик вернулся в МТК. 17 сентября в матче против своего бывшего клуба «Дорога» он дебютировал за основной состав. В начале 2018 году Демьен перешёл в «Будаэрш» на правах аренды. 25 февраля в поединке против «Дорога» он дебютировал за новый клуб. В 2019 году Демьен перешёл в «Залаэгерсег». 3 августа в матче против «Мезёкёвешд» он дебютировал в чемпионате Венгрии. В 2023 году игрок вернулся в МТК.

## Международная карьера
В 2015 году в составе молодёжной сборной Венгрии Демьен принял участие в молодёжном чемпионате мира в Новой Зеландии. На турнире он запасным и на поле не вышел.